# Helina setiventris
Helina setiventris är en tvåvingeart som beskrevs av Ringdahl 1924. Helina setiventris ingår i släktet Helina och familjen husflugor. Arten är reproducerande i Sverige. Inga underarter finns listade i Catalogue of Life.